# Giacomo Zilocchi
Giacomo Zilocchi (Piacenza, 1862 – Firenze, 30 aprile 1943) è stato uno scultore italiano.

## Biografia
Dopo i primi studi all'Istituto Gazzola di Piacenza, sotto la guida di Pollinari, nel 1878 si trasferì a Genova per studiare all'Accademia ligustica vincendo nel 1891 il Pensionato Durazzo, che gli permise di soggiornare a Roma per perfezionarsi con Giulio Monteverde. Successivamente, operò al Cimitero di Staglieno, unendo la lezione verista della scuola ligure a quella simbolista del maestro. Sposò Rachele Bozzano, sorella dello scultore Antonio, il quale probabilmente lo incoraggiò a partecipare al concorso per la cattedra di Elementi di Disegno indetto dalla Scuola di Belle Arti di Pietrasanta, vincendolo. Sino al 1929 visse a Pietrasanta, dove assieme all'insegnamento alla scuola d'arte, conclusosi nel 1912, produsse numerose opere funerarie per committenze sia italiane che straniere, nel suo vasto laboratorio in via Garibaldi, poco distante dalla sua abitazione, oltre che in quello del nipote Guido Tomagnini, in via Provinciale. Trasferendosi poi a Roma. Fu attivo in Toscana e in Emilia con svariati monumenti. Dopo la morte della moglie nel 1929, lasciò Pietrasanta tornandovi solo sporadicamente. La morte dell'artista sopravvenne durante un soggiorno in visita alla figlia Laura.
Tra le sue numerose opere, vengono considerati capolavori i rifacimenti delle statue di Niccolò III e Borso d'Este posizionate nel 1927 sulla facciata del Palazzo municipale di Ferrara.

### Lo stile
Riguardo ad alcuni suoi filoni produttivi, spesso compì una mediazione fra il realismo tardo ottocentesco (acquisito durante gli anni genovesi) e la stilizzazione liberty legata a Bistolfi.

## Esposizioni e mostre
- 1900: Esposizione Universale di Parigi (il gruppo In Arcadia, successivamente esposto anche a New York[2])
- 1901: Livorno, dove venne premiato per Civis Romanus[2]

Retrospettive

Nel 1999 fu uno dei tre artisti ai quali venne dedicata a Pietrasanta la mostra Pietro Bibolotti, Antonio Bozzano, Giacomo Zilocchi - Tre Scultori a Pietrasanta tra Otto e Novecento, mentre nel 2013 fu incluso nella collettiva Centosettantesimo anniversario della scuola d’arte Stagio Stagi di Pietrasanta, dedicata ad allievi, professori, presidi e presidenti che a vario titolo parteciparono alle attività della scuola.

## Opere

### Le statue degli Este
Nel 1927 posizionò le copie delle statue degli Estensi, Niccolò III e Borso d'Este, fuse durante l'occupazione francese del 1796, sulle due colonne (rimaste vuote sino a quel momento) a lato del Volto del Cavallo sulla facciata del Palazzo municipale di Ferrara.
Riguardo agli originali quattrocenteschi eseguiti da Antonio di Cristoforo, Niccolò Baroncelli e Domenico di Paris, le copie furono ricreate filologicamente basandosi su rarissimi documenti grafici, conservati nell'archivio della Ferrariae Decus (che documentano altresì il bronzeo modellino equestre di Niccolò oltre a quello stante di Borso in gesso, ora collocati ai Musei d'Arte antica di Ferrara) e su schizzi raccolti all'epoca dall'erudito Patrizio Antolini nonché basandosi anche su altre statue, affreschi, medaglie e costumi teatrali. Zilocchi all'epoca era l'artista moderno più riscontrante i gusti estetici e morali di Giuseppe Agnelli, allora direttore della Biblioteca comunale Ariostea. Tra i due intercorse un fitto epistolario tra il 1924 ed il 1930 soprattutto riguardante l'esecuzione delle due statue, fortemente volute da Agnelli e pagate dall'ing. Giuseppe Maciga. Tuttavia lo storico dell'arte Mario Calura le giudicò una vera e propria opera di falsificazione.

### Monumenti ai Caduti
Diversi i monumenti dedicati ai Caduti, tra cui quelli di e Livorno (1921),  Fiscaglia, vicino a Migliarino (1925), Soragna (su modello di quello eseguito a Fiscaglia), Stiava (1924), Follonica (1925), Cecina (1923), Grosseto. e Falzè di Piave.
- Monumento ai Caduti, piazza Vittorio Emanuele[15][16]
- Monumento ai Caduti, con l'arch. Mora Ennio, Soragna[17][18][19]

### Opere funerarie
Cimitero comunale di Viareggio:
- Lapide dell'elettricista Cesare Borgianni (1863-1924), 1924, rilievo in marmo[21]
- Cappella famiglia Giuseppe Barsanti, ora famiglia Angelini, stele in marmo ornata, 1919[22]
- Sepolcro famiglia Rossi, croce in marmo ornata con volto di Cristo, 1905 (proveniente dal dismesso sepolcro di Ezechiele Zilocchi, originariamente situato a ovest della chiesa)[23]
- Sepolcro di Angelo Egisto Vannucchi (1880-1923), stele in marmo, 1923[24]
- Sepolcro di Leda Codecasa (1906-1923), statua in marmo, 1923[25]

Cimitero della Misericordia di Viareggio:
- Tomba Fausto
- Tomba Bergamini
- Tomba Bertacca
- Tomba Martinelli, 1925-1928

Certosa di Ferrara:
- Augusta Maccagnani, anni venti[1]

Cimitero di Pietrasanta:
- Tomba Dazzini
- Tomba Papini
- Tomba Bonuccelli

Cimitero di Portomaggiore:
- Tomba di Federico Bernagozzi, 1916

A Monsummano:
- Monumento famiglia Tessi[26]

A Livorno, Monumento alla Madre e Tomba Ardisson, anni venti; Pontedera, Tomba Raddi, 1926; Cimitero delle Porte Sante, Tomba Piatti e Tomba Cepparelli-Rocchi, 1917; a Migliarino, Medaglione di Giulia Foschi; al cimitero di Staglieno, tabella in memoria di Carmen Palacios vedova Molfino. Della vasta produzione di caratteristici monumentini con ornamenti fitomorfici, quasi tutti perduti, restano maggiormente i bozzetti grafici. Risulta con opere anche nelle chiese di Pompei (Sacro Cuore di Gesù, sulla sommità del campanile della basilica) e Roma (altare della Chiesa di San Patrizio a Villa Ludovisi assieme ad Alceo Dossena che vi eseguì le stazioni della Via Crucis).

## Opere varie
- Monumento a Giuseppe Verdi, 1913, posto l'anno successivo,[29] Parco Massari
- Cristo benedicente, 1916 e San Leo, 1916, parrocchiale di Voghiera, oltre a tre statue per il timpano, distrutte durante i bombardamenti del '45[8][30]
- Lapide di Francesco Massari, 1933, asilo Massari, Voghiera
- Il Trionfo della Croce, 1938, bassorilievo, Chiesa Arcipretale di Migliarino
- Angelo Custode, 1942, asilo di Rovereto di Ostellato
- Busto del Generale Etna per la Lega Navale di Viareggio
- Targa commemorativa del Monumento ai Caduti di Cecina[4]
- Angelo, cappella Revedin[29][31]

Gli è attribuito il gruppo con busto e targa dedicato a Vittorio Emanuele collocato nel loggiato di Palazzo Mediceo di Seravezza, mentre diversi bozzetti sono conservati al Museo dei Bozzetti di Pietrasanta.

## Gallery

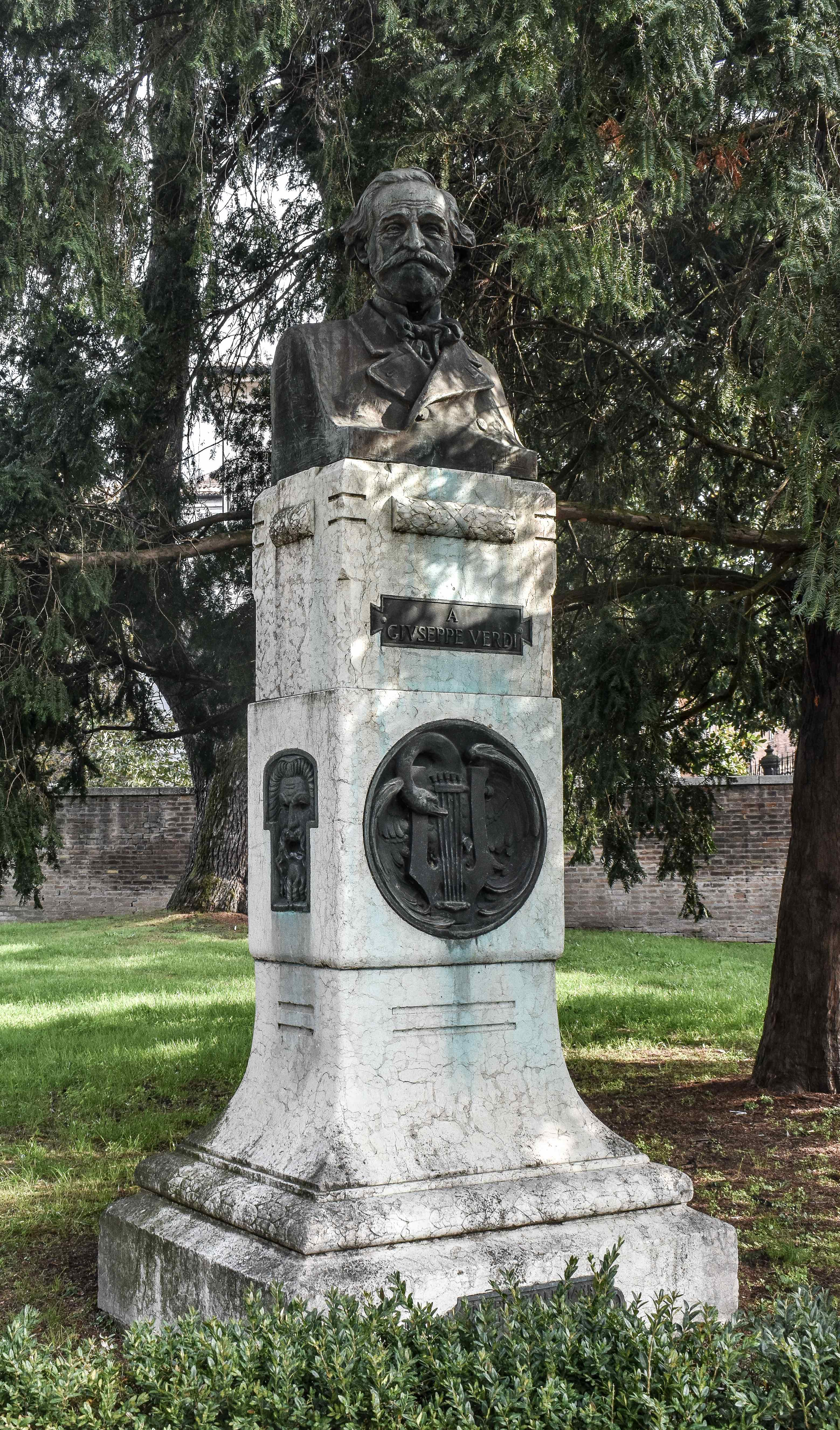
Giuseppe Verdi
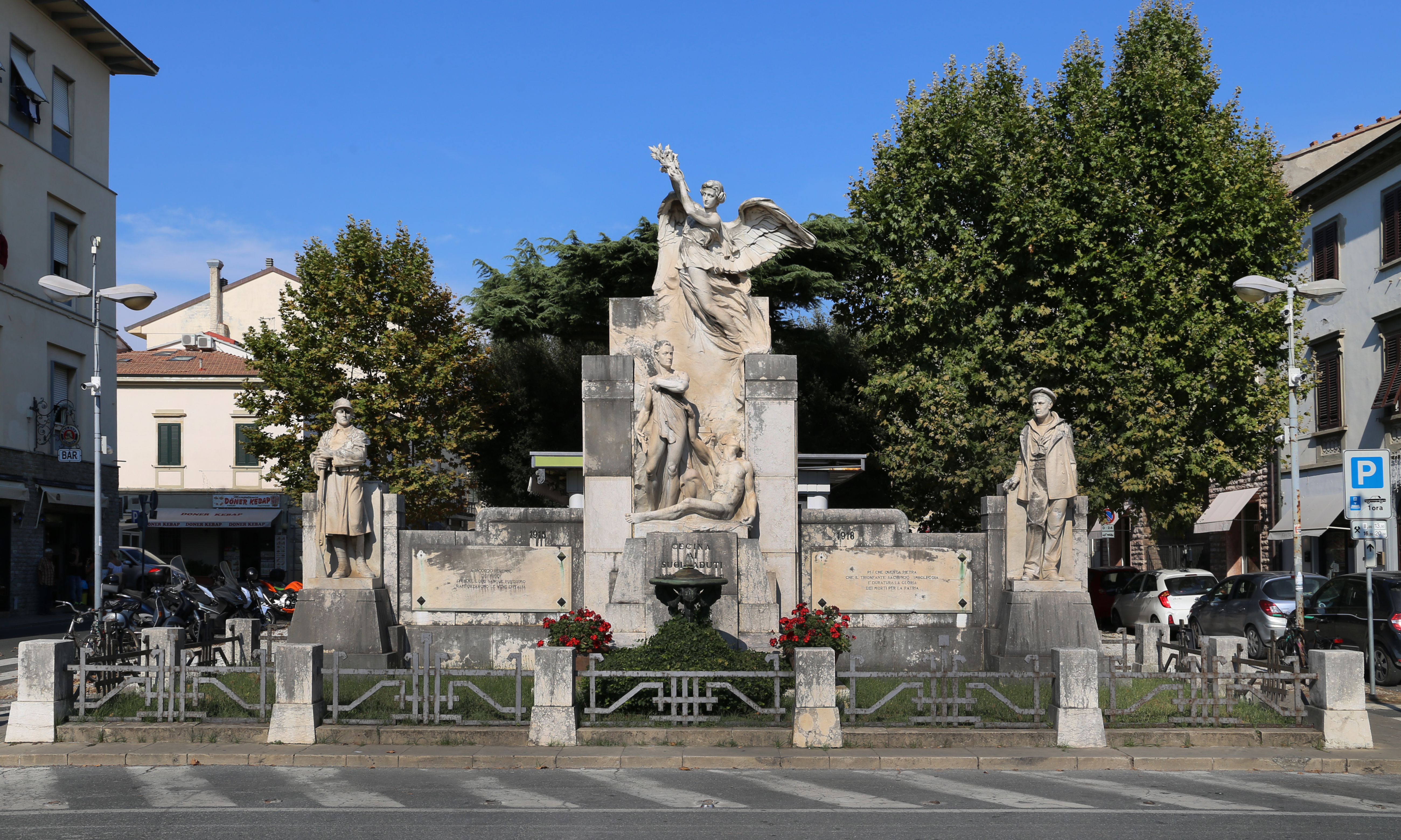
Monumento ai Caduti di Cecina
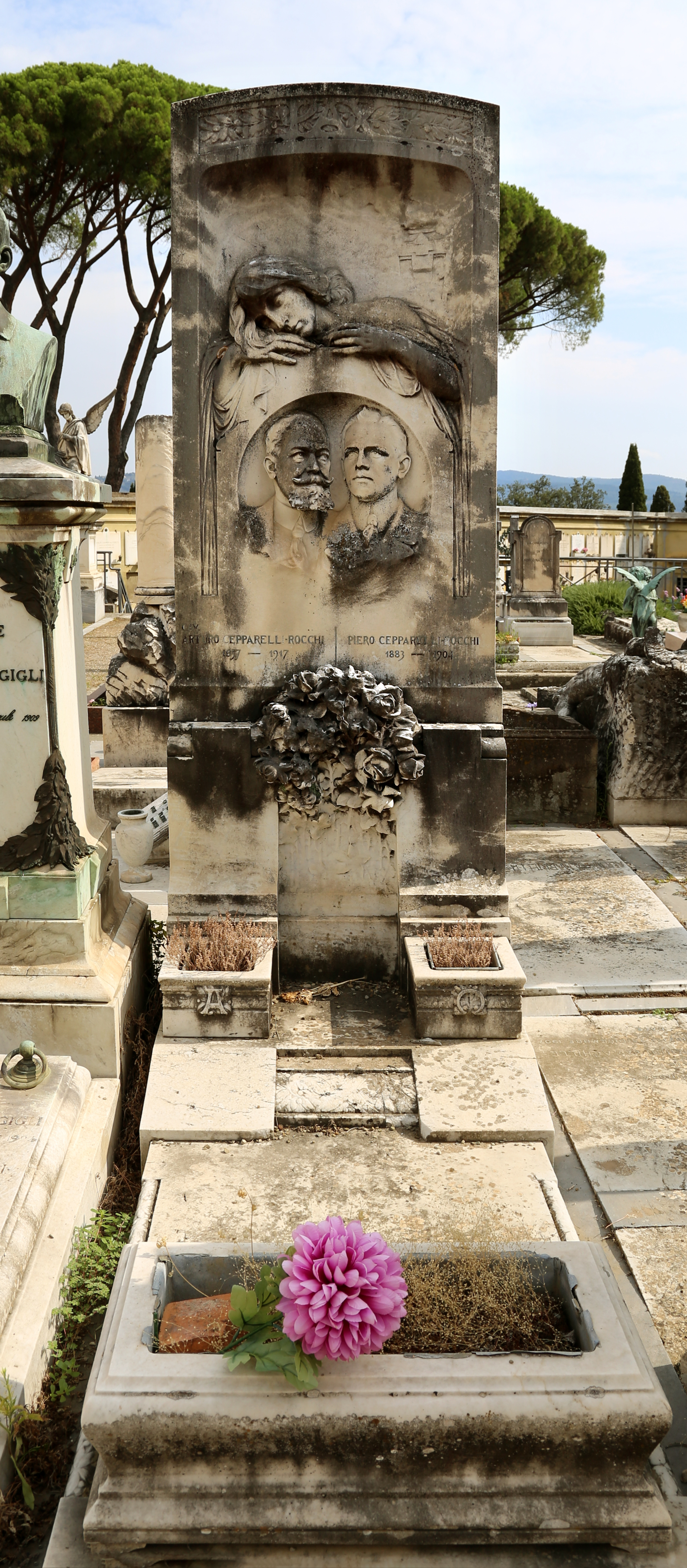
Tomba Cepparelli-Rocchi
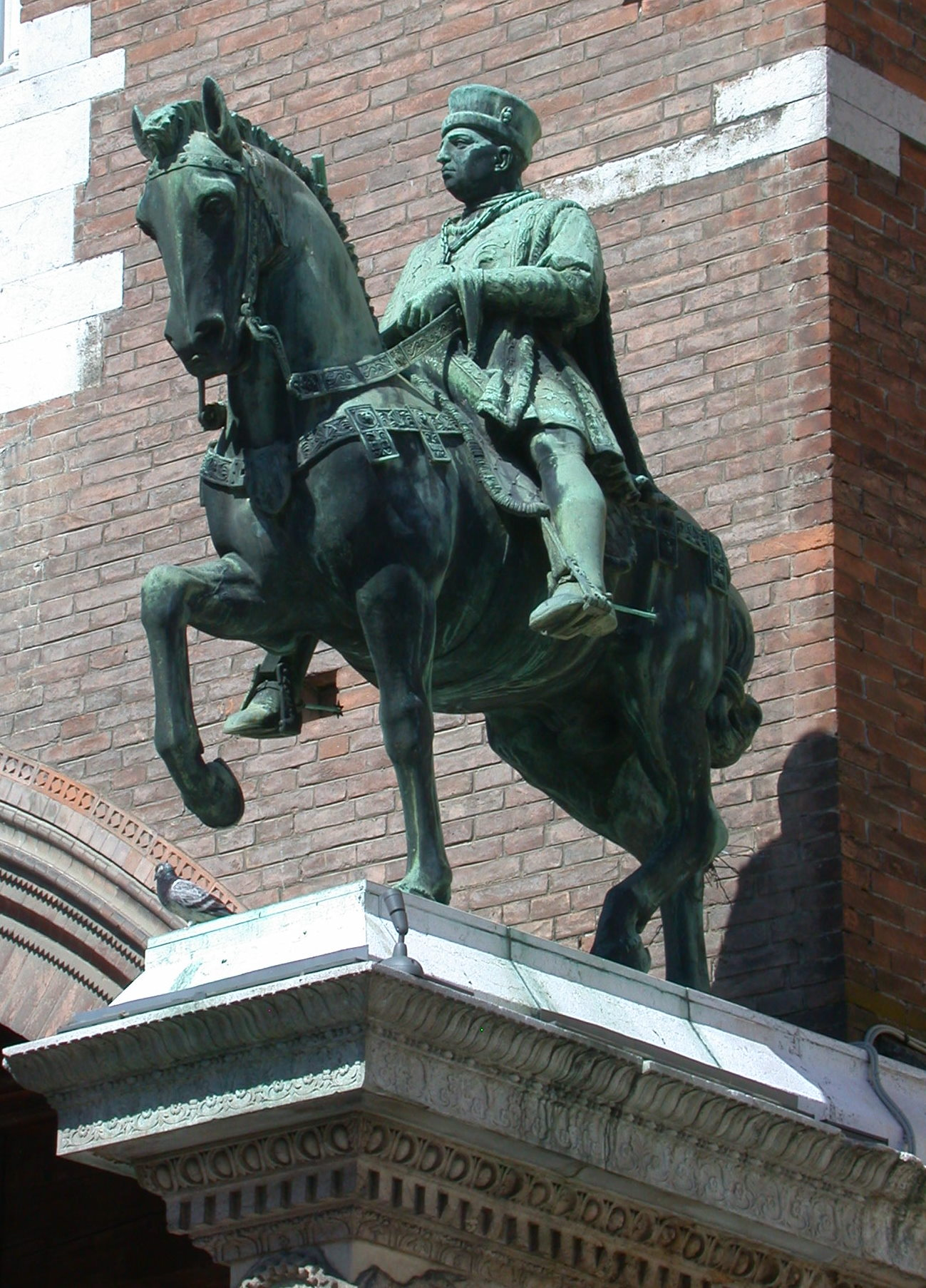
Niccolo III d'Este
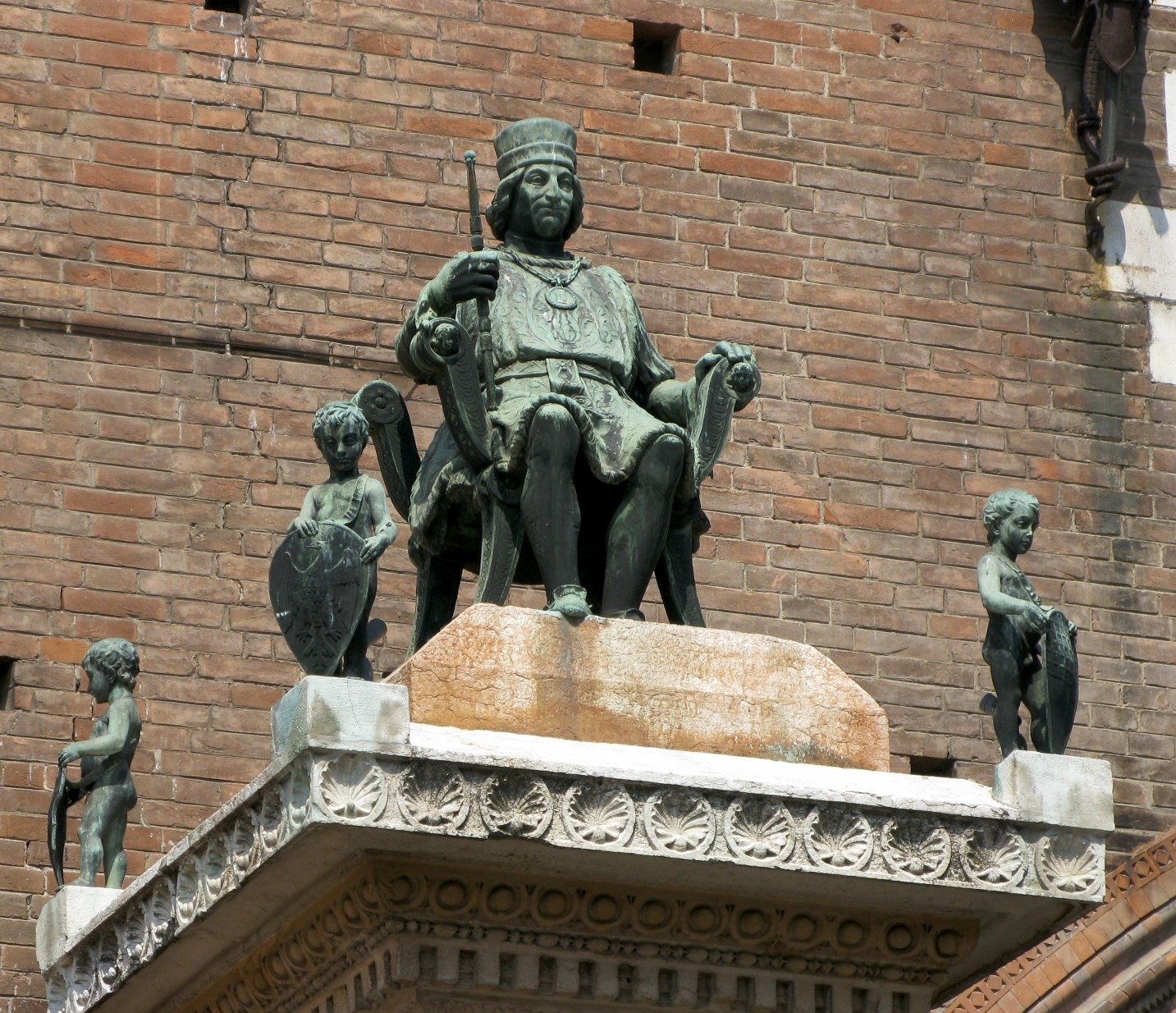
Borso d'Este
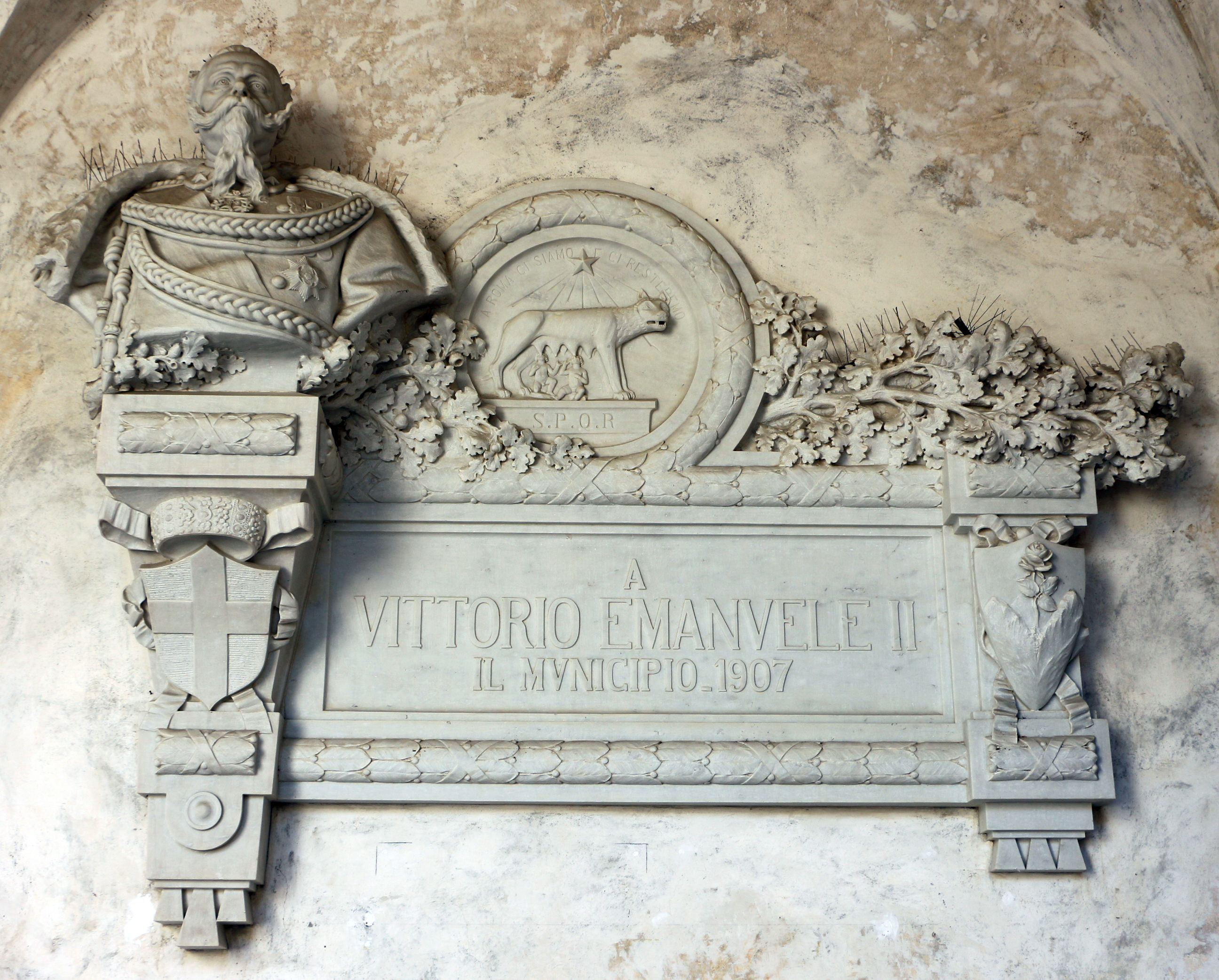
Busto e lapide dedicati a Vittorio Emanuele II
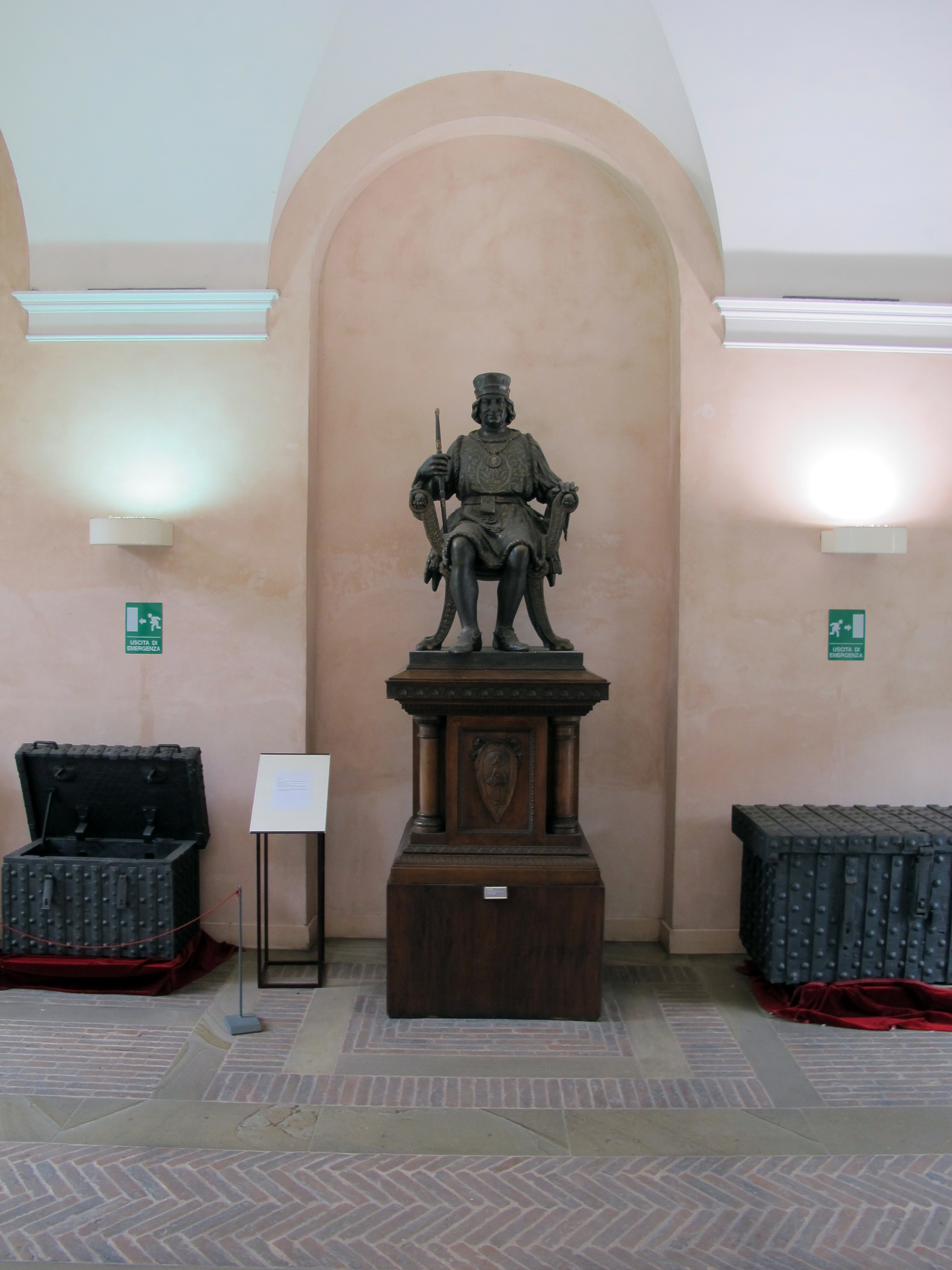
Palazzo Schifanoia, statua di Borso d'Este